# Sem starikov i odna devusjka
Sem starikov i odna devusjka (russisk: Семь стариков и одна девушка) er en sovjetisk spillefilm fra 1968 af Jevgenij Karelov.

## Medvirkende
- Svetlana Savjolova som Jelena Velitjko
- Valentin Smirnitskij som Vladimir Tjupin
- Boris Tjirkov som Vladimir Nikolajevitj Jakovlev
- Nikolaj Parfjonov som Sukhov
- Boris Novikov som Stepan Petrovitj Bubnov